# Pseudophloeophagus aeneopiceus
Pseudophloeophagus aeneopiceus är en skalbaggsart som först beskrevs av Karl Henrik Boheman 1845.  Pseudophloeophagus aeneopiceus ingår i släktet Pseudophloeophagus, och familjen vivlar. Arten har ej påträffats i Sverige.